# Аврам Левић
Аврам Левић или Леви  (Београд, 23. септембар 1869 — Логор Старо Сајмиште, 15. октобар 1941) је био начелник главног државног рачуноводства Министарства финансија у Краљевини Србији и шеф Државне благајне током Првог светског рата.

## Биографија
Рођен је у Београду 14. октобра 1869. године. Завршио је трговачку средњу школу 1887. Од 1892. је радио као писар у фабрици дувана у Београду, а потом као књиговођа у одсеку за продају у државном монополу, где се истакао својим радом.
Запослио се са препоруком 1893. године као писар у Министарству финансија. Пошто је знао француски и немачки језик, био је примећен и брзо је напредовао у служби. Тако је постао десна рука министрима Лазару Пачуу и Стојану Протићу. Према сведочанству министра Протића, Левић се за време њиховог министровања показао као врло вредан и способан сарадник. 
Указом је 1911. постављен за начелника Државног главног рачуноводства, по важности место одмах после министра финансија. Он је састављао државни буџет, одобравао кредите, руководио државном благајном и могао је да одобрава кредите, те одлучује о приритету приликом исплаћивања кредита. Мада није имао факултетско образовање, одлично је познавао књиговођство, али није имао знања из области државних финансија, посебно теоријска питања, али је тај недостатак надокнађивао практичним знањем из банкарства и трговине, имао је велики број познанстава међу београдским трговцима и индустријалцима у земљи, а преко њих и у иностранству, са добрим делом својих саплеменика и био је добар организатор, окупио је младе образоване сараднике, докторе финансијских наука, који су студирали у иностранству, знали стране језике, те за њега завршавали и најтеже задатке и испуњавали очекивања надређених, а који су носили његов потпис.
Умео је лепо да се опходи према себи подређенима, укаже им потребну пажњу, тако да је рад са њим био пријатан, а истовремено су и они од њега могли доста да науче, посебно о реду, тачности у завршавању послова на време, без обзира на радно време. Умео је да осети које питања највише интересују министра и да њима посвети највећу пажњу, због чега је министар Пачу у њега имао велико поверење. Уживао је велики углед и престиж, како у државној администрацији, тако и међу колегама истог ранга у другим министарствима.
Дао је свој лични допринос у санирању државних финансија 1911. Његов предлог да држава
финансијски помогне банкама које би тим позајмљеним новцем откупиле производе сељака и тиме их спасиле банкротства, био је прихваћен.
У Сефардској општини је био члан управе од 1909. Један је од оснивача бенеберитске масонске ложе „Србија”.

## Породица
Рођен је у сиромашној сефардској породици од мајке Рефике рођене Мањил и оца Сабитаја, ситног трговца. Његова породица води порекло из Крушевца. Био је ожењен Паулом, рођеном Палфи. Имали су четворо деце: Изика, Реју, Маргариту и Рафаила.

## Први светски рат
У Првом светском рату, од 1914. до 1916. је био шеф државне благајне.
Због неповољног стратегијског положај Београда и још неповољнијег положаја Народне банке, пред бомбардовања Београда су злато, „златне“ новчанице и монетарно сребро пребачени у Крушевац, а накнадно, средином, односно крајем августа и остале хартије од вредности и пословне књиге, како не би пале у руке непријатељу.
Када се септембра 1915. Србија, након тешких борби вођених током претходне године, поново нашла у опасности, окружена непријатељима са три стране и ослањајући се једино на сопствене снаге, трезор Народне банке се налазио у Крушевцу, а Главна благајна Министарства финансија у Нишу. Још пре него што су започела отворена непријатељства, на вест о концентрацији бугарских трупа према српској граници, и увидевши да ће ускоро доћи до прекида комуникације ка Солуну, иако формално није био овлашћен за покретање било какве акције, због инсистирања  председника владе Николе Пашића, да се не ствара паника и његове заузетости важнијим пословима, а по препоруци Лазара Пачуа, који се налазио у Врњцима смртно болестан, да уради најбоље што зна, Аврам Левић је злоупотребио своја овлашћења, како би омогућио благовремено премештање трезора Народне банке према Солуну.
Написао је и потписао акт, у име председника владе с молбом Министарству војном да стави на располагање вагоне ради транспорта трезора и особља банке, чланова Управног и Наџорног одбора са њиховим породицама у Битољ, и истовремено, у име министра финансија се обратио Народној банци с обавештењем да је неопходно да се Народна банка одмах исели у Битољ са целокупном својом имовином. Да се трезор Народне банке, задржао само неколико часова дуже у Крушевцу и Нишу, или да се са издавањем налога закаснило само један дан, пошто су Бугари објавили рат 1. октобра, 3. октобра су бугарске комите пресекле пругу према југу, трезор Народне банке би морао да остани у земљи и тек касније другим путем би морао да буде пренесен заједно са доста мањим државним трезором преко Албаније, зашта би било јако тешко пронаћи одговарајући превоз. Транспорт из Крушевца и Ниша иначе стигао у Солун 4. октобра, два дана касније је пристигао и товар из филијале у Битољу. Вагони су у Солуну, на једном колосеку стајали све до 6. децембра, када је због несигурности локације, француским војним бродом пребачен преко Тулона за Марсеј.
Пошто је након тога Србији била пресечена грчка одступница, влада, дипломатски кор, сва министарства, вредности филијале у Скопљу, државни трезор, а са њима и Левић са породицом су се повукли  превезе преко Митровице, Пећи, Подгорице и Скадра до Крфа.
Осим старања око 200 сандука државног злата, министри Љубомир Давидовић и Војислав Маринковић су му поверили на чување и Мирослављево јеванђеље,  док су боравили у Рашкој. Он је највреднију српску књигу стално држао у запечаћеној кутији крај себе, а када он није био присутан, чували су га В. Стевчић помоћнк из рачуноводства и В. Станковић, комита који им је био дат ради обезбеђења. Државни трезор је пребачн у Марсеј почетком фебруара 1916.
После успешног пребацивања благајне и културних добара до Крфа, Левић је упућен је у Лондон да се старао о државним кредитима.
После смрти министра Пачуа, 1916. године је смењен са места начелника због наводних малверзација у руковању државном благајном и у снабдевању војске у избеглиштву и размењивању динара за драхме. На његово место је постављен Милан Стојадиновић.
Године 1917. био је уплетен у суђење пуковнику Драгутину Т. Димитријевићу Апису, на чијој листи је наводно фигурирао као будући министар финансија. Сведочећи на процесу, као и неки други сведоци, навео је да су приликом повлачења преко Албаније „црнорукци” покушали да му отму државну касу у којој је тог тренутка било око 50 милиона динара.

## Послератни период
После рата, 1922. је био први кандидат у Првом изборном срезу у Београду на листи Стојана Протића. Почетком тридесетих година 20. века је предводио акцију за „национализацију пречанских Јевреја“. Радио је као књиговођа Београдско-трговачке штедионице и био је у саставу Наџорног одбора Индустријске банке.
Због чланства у ложи, од првих дана окупације се налазио под присмотром Гестапоа, који га је ухапсио 1941. и спровео у Логор на Сајмишту.
Његов гроб се налази на Јеврејском (Сефардском) гробљу у Београду.